# Віллібальд Штейскаль
Віллібальд (Віллі) Штейскаль (нім. Willibald "Willy" Stejskal) — австрійський футболіст і тренер. Виступав на позиції захисника. Більшу частину кар'єри провів у віденському «Рапіді», в складі якого ставав чотириразовим  чемпіоном Австрії, а також володарем кубка країни. Крім цього виступав за команди «Ваккер» і «Вінер АФ», а також був граючим тренером в італійському клубі «Кавезе». За збірну Австрії зіграв один матч.
Тренерську кар'єру почав в Італії, ставши тренером клубу «Модена». Пізніше працював в Болгарії, в тому числі з національною збірною, а також з командами з Франції, Бельгії і Нідерландів.

## Ігрова кар'єра

### Клубна
Віллі Штейскаль починав футбольну кар'єру в віденському «Рапіді», в складі якого дебютував у віці 18 років на позиції захисника. Першу гру в чемпіонаті Австрії він провів 28 лютого 1915 року вдома проти «Герти». Зустріч завершилася перемогою його команди з рахунком 3:1. У дебютному сезоні Віллі зіграв в чотирьох матчах чемпіонату, а його команда фінішувала на третьому місці.
Через два роки Штейскаль став частіше виходити на поле в складі «Рапіда» — в сезоні 1916/17 він взяв участь в 10 іграх чемпіонату. За дев'ять років Віллі зіграв 60 матчів в чемпіонаті і забив один гол за «Рапід», а також чотири рази ставав чемпіоном країни і один раз вигравав Кубок Австрії. У 1923 році він перейшов в інший віденський клуб — «Ваккер», а в 1924 році виступав у складі команди «Вінер АФ».
Наприкінці 1925 року Штейскаль відправився в Італію, де став граючим тренером в клубі «Кавезе». У своїй новій команді він став грати на позиції нападника. В чемпіонаті Італії дебютував 7 грудня проти «Салернітани» і відразу відзначився хет-триком. В останній раз в складі клубу Віллі виходив на поле 10 березня 1925 року в матчі проти клубу «Мессінезе». У тому сезоні він забив п'ять голів за «Кавезе».

### У збірній
У складі збірної Австрії Штейскаль дебютував 2 червня 1918 року у товариському матчі проти Угорщини, який відбувся у Відні. Крім Віллі, в збірну також був викликаний і інший гравець «Рапіда» Рудольф Рупець, для якого цей матч став дев'ятим за збірну. Так як матч був товариський, то в австрійській команді з'явилося кілька нових гравців, таких як Гуменбергер, Штойер і Феллер. Але і досвідчених гравців також вистачало, свою 21-ту гру за збірну приводив капітан команди Александер Попович.
Перший тайм завершився безгольовою нічиєю 0:0, а у другому таймі угорці змогли відкрити рахунок, на 70-й хвилині відзначився нападник Імре Шлоссер. Через три хвилини після голу, угорський форвард  Альфред Шаффер забив другий м'яч у ворота голкіпера збірної Австрії Августа Краупара, рахунок залишився незмінним до закінчення матчу.

## Тренерська кар'єра
Будучи гравцем віденського «Рапіда», Штейскаль в сезоні 1921/22 значився головним тренером італійського клубу «Модена» з однойменного міста. У 1924 році Віллі став тренером  болгарського клубу «Славія» з Софії, ставши першим іноземним тренером в історії болгарського клубного футболу. У тому ж році він покинув команду і повернувся до Італії, де став граючим тренером в клубі «Кавезе».
Через п'ять місяців, в квітні 1925 року він очолив збірну Болгарії. Під керівництвом австрійця команда провела лише два товариські матчі. Перший, проти збірної Туреччини, відбувся 15 квітня на стадіоні «Таксим» у Стамбулі і завершився поразкою болгар з рахунком 2:1. У другому матчі, що відбувся 31 травня, його команда вдома поступилася збірній Румунії — 2:4.
У 1932 році Віллі став першим тренером в історії французького клубу «Мец». У його першому матчі команда на домашньому стадіоні «Сен-Сенфор» поступилася «Ренну» з рахунком 1:2. При Штейскалі «Мец» провів в чемпіонаті Франції 18 матчів, вигравши 5, звівши внічию 3 і програвши 10. За підсумками сезону команда зайняв 10-е місце і вибула у другий дивізіон. В кубку країни «Мец» дійшов до стадії 1/32 фіналу, де поступився «Лансу».
У 1942 році Штейскаль очолив бельгійський клуб «Гент». Він став першим іноземним тренером в історії команди, у якій з 1901 року керували незмінно бельгійські тренери. Через кілька місяців Віллі став тренером іншого бельгійського клубу — «Серкль Брюгге», в якому працював протягом двох сезонів до 1944 року.
У 1950-ті роки він відправився в Нідерланди, де незабаром отримав дозвіл на роботу в клубі «Емма» з міста Дордрехт. У березні 1953 року він був тимчасово призначений головним тренером Амстердамського «Аяксу». До нього, також тимчасово, командою керував Карел Кауфман. Під керівництво Штейскаля «червоно-білі» зіграли в чемпіонаті Нідерландів дванадцять матчів, вигравши 3, звівши внічию 4 і програвши 5. Займану посаду тренер покинув 1 липня 1953 року.

## Досягнення
- Чемпіон Австрії (4):

«Рапід» (Відень): 1915–1916, 1916–1917, 1918–1919, 1919–1920
- Володар Кубка Австрії (1):

«Рапід» (Відень): 1918–1919